# Arseniusz (Stojković)

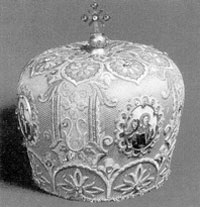
Mitra biskupa Arseniusza

Arseniusz, nazwisko świeckie Stojković (ur. 28 października 1804 w Mokrinie, zm. 29 marca 1892 w Szentendre) – serbski biskup prawosławny.

## Życiorys
Był synem prawosławnego diakona i nauczyciela Trifuna Stojkovicia. Naukę w gimnazjum rozpoczął w Segedynie, skończył zaś w Temesvarze, następnie ukończył serbską szkołę nauczycielską w Somborze i prawosławne seminarium duchowne we Vršacu. Studiował filozofię w Segedynie i prawo w Peszcie. Do 1831 złożył wieczyste śluby mnisze w monasterze Rakovac, po czym został wyświęcony na diakona i skierowany do służby w soborze św. Mikołaja w Sremskich Karlovcach. Równocześnie był wykładowcą seminarium duchownego w Sremskich Karlovcach. W 1833 otrzymał godność archidiakona.
W 1839 został mianowany przełożonym monasteru Rakovac, z godnością archimandryty, zachowując stanowisko profesora seminaryjnego. Po sześciu latach przeniesiono go do monasteru Grgeteg, gdzie również kierował wspólnotą.
10 listopada 1852 został nominowany na biskupa budzińskiego, natomiast jego chirotonia biskupia odbyła się w soborze w Sremskich Karlovcach 28 kwietnia roku następnego, pod przewodnictwem patriarchy serbskiego Józefa.
Dwukrotnie był obierany przez serbski sobór cerkiewno-ludowy na patriarchę serbskiego (karłowickiego). W 1874, cztery lata po śmierci patriarchy Samuela (w czasie wakatu od 1870 do 1872 administrował metropolią karłowicką), został wybrany jednogłośnie, jednak cesarz Franciszek Józef I odmówił potwierdzenia decyzji soborowej, co było warunkiem koniecznym do intronizacji nowego patriarchy. Większość głosów na soborze uzyskał także po usunięciu z urzędu kolejnego patriarchy, Prokopa, jednak i tym razem cesarz nie zatwierdził jego elekcji. Do śmierci pozostał na katedrze budzińskiej. Został pochowany w soborze w Szentendre.